# Elvira Mendes (morta em 1022)
Elvira Mendes (em castelhano: Elvira Menéndez, Galiza, c. 996 - Leão, 2 de dezembro de 1022)  foi rainha consorte de Leão através de seu casamento com o rei Afonso V de Leão.

## Biografia
Nascida em 996, na Galiza, D. Elvira Mendes era filha de D. Tutadona Moniz e de D. Mendo Gonçalves, 6.º conde de Portucale e duque da Galiza.

Pertencente a influentes e abastadas famílias da nobreza galaico-portuguesa do século X, pelo lado paterno era neta de D. Ilduara Pais, filha do conde D. Paio Gonçalves e de D. Ermesinda Guterres, descendente de D. Guterre Mendes, e de D. Gonçalo Mendes, 5.º conde e dux magnus de Portucale, filho do rico-homem e conde D. Hermenegildo Gonçalves e de D. Mumadona Dias. Pelo lado materno era neta de D. Munio Froilaz, conde de Coimbra, e de D. Elvira Pais Deza, conhecida amante do rei Ordonho III de Leão, filha de D. Paio Gonçalves, sendo, conseguintemente, as suas avós irmãs e os seus pais primos em segundo grau.

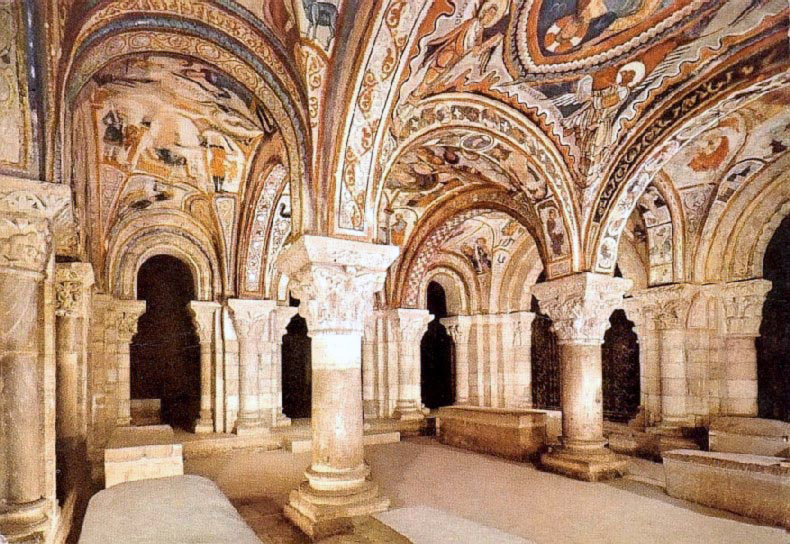
Panteão dos Reis de Leão, na Basílica de Santo Isidoro, em Leão, onde está sepultada Elvira Mendes

Integrado na corte do reino leonês, após a morte de Bermudo II de Leão, o seu pai tornou-se co-regente da coroa e tutor durante a menoridade do seu futuro genro, Afonso V de Leão, educando-o na Galiza. Crescendo com o jovem príncipe em sua casa, os laços da família Mendes se estreitaram com a casa real de Leão, tornando-se Ramiro Mendes armiger regis, porta-bandeira do príncipe, e Elvira Mendes, sua noiva.
Casada com Afonso V, em 1017 tornou-se rainha consorte de Leão.
Faleceu a 2 de dezembro de 1022, sendo sepultada no Panteão dos Reis de Leão, na Basílica de Santo Isidoro, na cidade de Leão, Espanha. O seu corpo encontra-se num sepulcro de pedra com tampo de mármore, com o seguinte epitáfio:

## Casamento e descendência
Elvira casou-se em 1014 com Afonso V, donde nasceram:
- Bermudo III de Leão (ca. 1015-1037), rei de Leão;[2]
- Sancha I de Leão (1013-1067), rainha titular de Leão, casada em 1032 com Fernando I de Leão.[2]